# Галимзянов, Салимзян Галимзянович
Салимзян Галимзянович (в наградном листе — Александр Самойлович) Галимзя́нов (25 сентября 1915, Тульгузбаш, Уфимская губерния — 12 июля 2005, Екатеринбург) — младший сержант Рабоче-крестьянской Красной Армии, участник Великой Отечественной войны, Герой Советского Союза (1943).

## Биография
Салимзян Галимзянов родился 25 сентября 1915 года в деревне Тульгузбаш (ныне — Аскинский район Башкортостана) в семье крестьянина. Татарин. Окончил начальную школу, после чего работал в колхозе, промартели. В 1937—1939 годах проходил срочную службу в Рабоче-крестьянской Красной Армии. В 1942 году Галимзянов повторно был призван в армию Аскинским районным военным комиссариатом Башкирской АССР. С 15 сентября того же года — на фронтах Великой Отечественной войны, был стрелком 1-й стрелковой роты 225-го гвардейского стрелкового полка 78-й гвардейской стрелковой дивизии 7-й гвардейской армии Степного фронта. Отличился во время битвы за Днепр.
В ночь с 24 на 25 сентября 1943 года Галимзянов переправился через Днепр в районе села Домоткань Верхнеднепровского района Днепропетровской области Украинской ССР. На плацдарме на западном берегу, оказавшись вместе с получившим ранение командиром роты в окружении, Галимзянов сумел отбить все вражеские атаки и спасти его. В бою он лично уничтожил около 50 вражеских солдат и 2 офицеров, а также захватил 2 пулемёта.
Указом Президиума Верховного Совета СССР от 26 октября 1943 года за «образцовое выполнение боевых заданий командования и проявленные мужество и героизм в боях с немецкими захватчиками» гвардии красноармеец Салимзян Галимзянов был удостоен высокого звания Героя Советского Союза с вручением ордена Ленина и медали «Золотая Звезда» за номером 1356.
После окончания войны в звании младшего сержанта Галимзянов был демобилизован. Проживал в родной деревне, работал строителем. С 1998 года проживал в Екатеринбурге.
Скончался 12 июля 2005 года, похоронен в родной деревне.

## Награды
- Медаль «Золотая Звезда» Героя Советского Союза (26.10.1943)[2].
- Орден Ленина.
- Орден Отечественной войны 1-й степени(06.04.1985)[3].
- Орден Красной Звезды.
- медали, в том числе:
  - «За оборону Сталинграда».